# 증산동 (서울)
증산동(繒山洞)은 서울특별시 은평구의 법정동 및 행정동이다.

## 지명
증산동이라는 지명은 ‘시루뫼’라는 옛 지명에서 유래된 것으로 마을 뒷산(반홍산)이 시루를 엎어놓은 모양 같다 하여 나온 지명이다. 일설에 의하면, 증산동이 한강 하류에 위치하여 장마철만 되면 온 마을이 범람하였는데, 비만 그치면 마을에 가득 찬 물이 일시에 빠져나가 마치 시루를 연상하여 '시루뫼'라고 불렸다라는 설도 있다. 증산의 '증'자는 원래 ‘시루 증(甑)’이었지만 시루는 밑이 뚫려 있어 재물이 모이지 않는다고 하여 토박이가 고종에게 상소하여 갑오개혁 무렵부터 ‘비단 증(繒)’으로 바뀌었다고 전해진다.

## 연혁
- 1914년이전: 한성부 연희방 증산리
- 1914년: 고양군 은평면
- 1949년: 서울특별시 서대문구편입, 은평출장소 설치
- 1950년: 증산동으로 변경
- 1973년: 서울특별시 서대문구 편입
- 1977년 9월 1일: 행정동 증산동 신설
- 1979년: 신설된 은평구로 이속

## 교육
- 증산초등학교
- 증산중학교
- 연서중학교
- 진아동발달센터

## 교통

### 지하철
- 서울 지하철 6호선
  - 증산역
  - 디지털미디어시티역

## 아파트
| 단지명         | 건설사       | 시행사                                     | 주소              | 입주       | 비고             |
| -------------- | ------------ | ------------------------------------------ | ----------------- | ---------- | ---------------- |
| DMC 센트럴자이 | 지에스건설㈜ | 증산2재정비촉진구역 주택재개발정비사업조합 | 은평구 수색로 200 | 2022년 3월 | 증산2구역 재개발 |